# 1515 en philosophie
Chronologie de la philosophie
- 1511
- 1512
- 1513
- 1514
- 1515
- 1516
- 1517
- 1518
- 1519

L’année 1515 a été marquée, en philosophie, par les événements suivants :